# Dcode Festival
El Dcode Festival o Dcode es un festival de música que se celebra el mes de septiembre en el recinto deportivo de Cantarranas, perteneciente al Campus de la Universidad Complutense de Madrid. La primera edición del festival fue celebrada en el año 2011 y tuvo una duración de dos días. Desde la edición de 2013, la duración del festival se redujo a un día.

## Ediciones

### 2011
La primera edición del Dcode Festival se celebró los días 24 y 25 de junio de 2011 en las instalaciones del C Arte C y el Complejo Deportivo Cantarranas, ambos situados en la Universidad Complutense de Madrid.
Unas 25000 personas pudieron disfrutar con de las actuaciones de grupos internacionales de la talla de The Hives, Kasabian, My Chemical Romance, The Ting Tings, Crystal Castles y de grupos nacionales como Lori Meyers, Manel, L.A., The New Raemon y The Bright. Además de los conciertos, se realizaron actividades y exposiciones como la de Arte por Trueque "Artbarter" celebrada en las instalaciones del C Arte C, con la participación de artistas de la talla Miquel Barceló, Ouka Leele, Mariscal y Ángela de la Cruz entre otros.
En el plano musical, una de las grandes apuestas del dcode festival era lograr que el público pudiese disfrutar de la totalidad de los conciertos y conseguir que todos los horarios se respetaran de manera escrupulosa, para lo que la organización puso en práctica una novedosa producción basada en escenarios gemelos. Durante la celebración del festival no se registró ningún incidente a lo largo de los dos días y el comportamiento del público, a pesar de las altas temperaturas, fue ejemplar.

### 2012
La segunda edición del Dcode Festival se celebró los días 14 y 15 de septiembre de 2011 en las instalaciones del c arte c y el Complejo Deportivo Cantarranas, al igual que la anterior edición. 

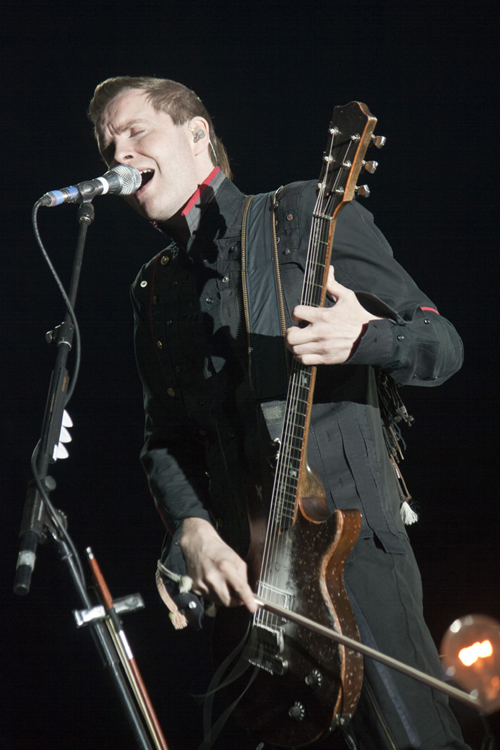
Sigur Rós en el Dcode 2012.

Unas 20000 personas disfrutaron de los directos de grupos internacionales como The Killers, Sigur Rós, Justice, The Kooks, Kings of convenience, Capital Cities, dEUS y Django Django entre otros.  En cuanto a los grupos nacionales, destacan Dorian, Supersubmarina, Triángulo de Amor Bizarro, Niños Mutantes y The Right Ons entre otros.

### 2013
En la tercera edición del festival se disminuyó la duración del mismo a un solo día, celebrándose el sábado 14 de septiembre de 2013. Las instalaciones elegidas fueron las mismas que en las ediciones anteriores, debido a la buena comunicación de transporte público como estación de Metro y autobuses.
El nivel de asistencia fue de 26 000 personas. Las actuaciones de repartieron entre tres escenarios, el escenario Dcode y el escenario Heineken que funcionaban de forma intercalada, y el escenario Campus Live.
Actuaron artistas internacionales, como Franz Ferdinand, Vampire Weekend, Foals, John Grant, Capital Cities, Reptile Youth, MØ, Giuda, The Warriors & friends y The Hot Soles. 
Los grupos nacionales también tuvieron un hueco importante en el Dcode, con actuaciones de la talla de Amaral, Love of lesbian, IZAL, L.A., Varry Brava, Kostrok, Toundra, Buffetlibre y Fuckaine.

### 2014
La cuarta edición del Dcode Festival tuvo lugar el 13 de septiembre de 2014 en el Campus de la Facultad de Ciencias de la Información de la Universidad Complutense de Madrid.
Para esta edición, el cartel contó con Beck como cabeza de cartel, La Roux o el grupo inglés Chvrches. Otros artistas confirmados que participaron: Vetusta Morla, Russian Red, Jake Bugg, Anna Calvi, Bombay Bicycle Club, Digitalism y Royal Blood.

### 2015
La quinta edición del Dcode Festival tuvo lugar el 12 de septiembre de 2015 en el Campus de la Facultad de Ciencias de la Información de la Universidad Complutense de Madrid.
El cabeza de cartel de esta edición era Sam Smith, cuya actuación fue cancelada a última hora por enfermedad, pero sí lo hicieron los otros grupos y artistas nacionales e internacionales: Suede, Foals, Crystal Fighters, The Vaccines, L.A., Wolf Alice, Circa Waves, Flo Morrissey, Neuman, Second, Polock, Supersubmarina, Natalia Lafourcade, Hinds, The Unfinished Sympathy, The Parrots, Trajano!, Gold Lake o Gooms.
Este año se vendieron todas las entradas disponibles, con unos 26 000 asistentes en total.

### 2016
La sexta edición del Dcode Festival se celebró el 10 de septiembre en el mismo recinto de todos los años. Los artistas confirmados en el cartel son: Jungle, 2manydjs, Mark Ronson, Zara Larsson, Bunbury, Kodaline, Oh Wonder, Love of Lesbian, M. Ward, Jimmy Eat World, Eagles of Death Metal, Nothing But Thieves, Dagny, Triángulo de Amor Bizarro, Carla Morrison, Clean Cut Kid, Delorean, Noise Nebula, Belako y León Benavente.
Quizá la ausencia de un gran cabeza de cartel internacional provocó la entrada más floja de su historia, con aproximadamente 16.000 abonos vendidos, 10.000 menos que en 2015.

### 2017
La séptima edición del Dcode Festival se celebró el 9 de septiembre en el mismo recinto de todos los años, que está ubicado en el Campus de la Universidad Complutense de Madrid. El DCode Festival 2017 contó con las siguientes bandas nacionales e internacionales: Franz Ferdinand, Interpol, The Kooks, Daughter, Milky Chance, Carlos Sadness, Band of Horses, Liam Gallagher, Iván Ferreiro, Charli XCX, La Femme, Yall, Miss Caffeina, Maga, Exquirla, Varry Brava, Holy Bouncer y Elyella DJs.
La ganadora del concurso de bandas Bdcoder de este año fue Marem Ladson.
El festival agotó abonos 2 días antes de celebrarse.

### 2018
La octava edición del Dcode Festival se celebró el 8 de septiembre en el Campus de la Universidad Complutense de Madrid. Esta edición del festival indie contó en su cartel grupos de primera línea internacional como Imagine Dragons o Bastille, además de bandas estatales como Sidonie o IZAL entre muchas otras.